# Mezisvětí
Mezisvětí (polsky Międzyświeć) je vesnice v jižním Polsku ve Slezském vojvodství v okrese Těšín v gmině Skočov na území Těšínského Slezska. Podle údajů z roku 2010 čítá 1 000 obyvatel a jeho rozloha činí 2,98 km².
Na území Mezisvětí se nacházejí pozůstatky hradiště slovanského kmene Holasiců. Jedná se o nejvýchodnější holasické středisko, jehož účelem byla patrně ochrana před útoky Vislanů. Osada vznikla někdy v 6. století a byla vypálena na konci 9. století velkomoravským knížetem Svatoplukem II.
První zmínka o dnešní vesnici pochází z roku 1448. Zpočátku patřila přímo těšínským knížatům, po roce 1559 se však stala součástí skočovského stavovského panství a později majetkem Bludovských. V roce 1921 se těšínské Zemědělské sdružení rozhodlo přemístit do Mezisvětí z Těšína Střední zemědělskou školu, která zde působí dodnes. Roku 1927 byla dokončena funkcionalistická školní budova podle návrhu Alfreda Wiedermanna.
Obcí prochází rychlostní silnice S52 Bílsko-Bělá—Těšín, jejímž pokračováním je česká dálnice D48, a také „stará cesta“ z Bílska-Bělé do Těšína.